# 东京电机大学

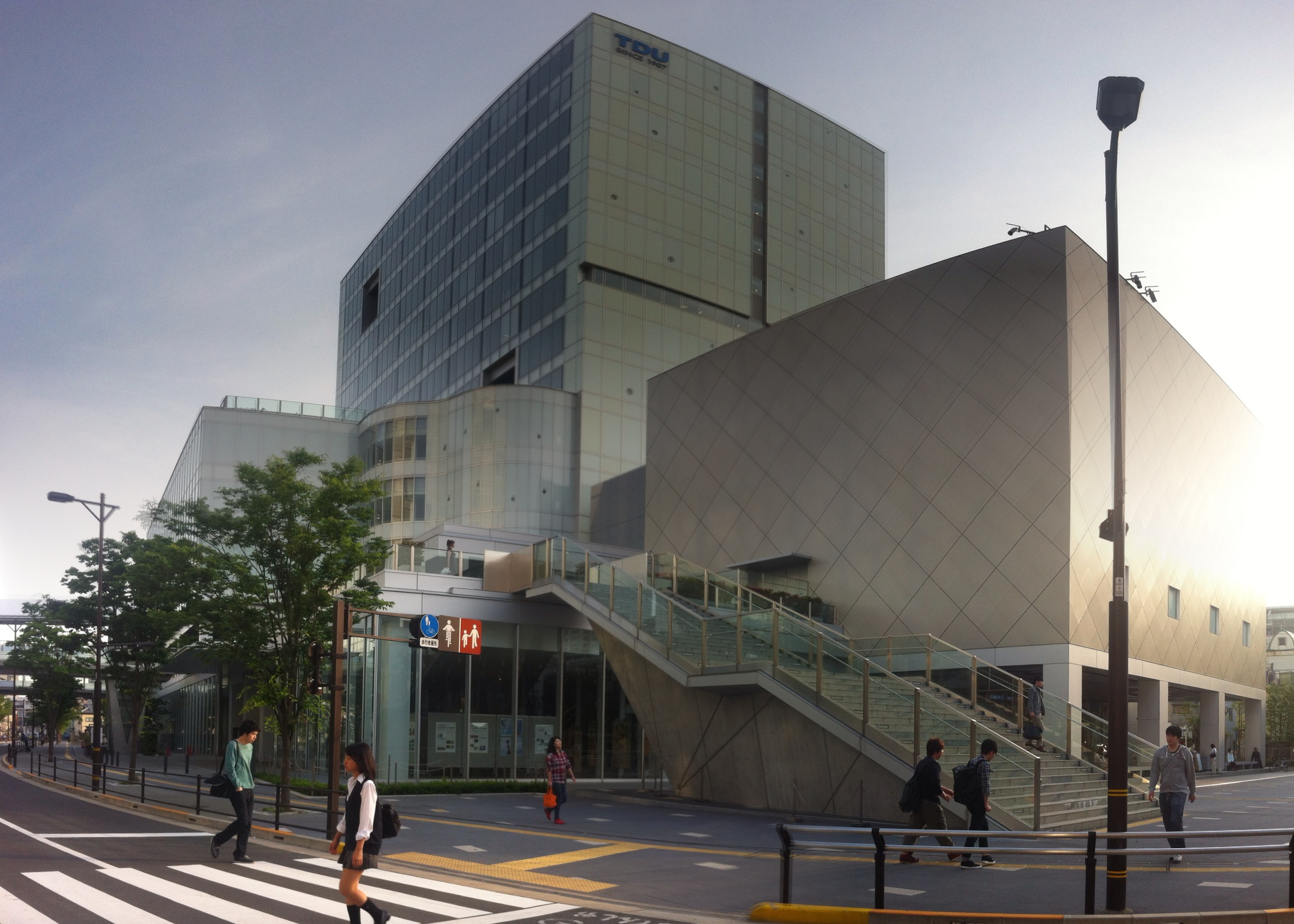
TDU-Tokyo-Senju

东京电机大学（日語：東京電機大学／とうきょうでんきだいがく）位于日本东京都足立区千住旭町，为日本私立大学，1949年设置，简称电大、电机大、TDU。

## 历史
- 1907年9月11日，“电机学校”创立。
- 1914年，电机学校出版局、杂志部独立。
- 1939年，东京电机高等工业学校及东京电机工业学校设置。
- 1944年，东京电机工业学校、电机第一工业学校改称东京电机高等工业学校、电机工业专门学校；电机第二工业学校设置。
- 1948年，电机学园高等学校设置（电机第一工业学校·电机第二工业学校合并并且迁址）
- 1949年 ，学制改革，东京电机大学开设（工学部第一部电气工学科·电气通信工学科设置）。初代学长丹羽保次郎就任。
- 1950年，东京电机大学短期大学部开设。
- 1952年，工学部第二部开设。
- 1958年，大学院工学研究科开设（电气工学专攻设置）。
- 1965年，高等学校、神田校舍、小石川校舍迁址。
- 1968年 电机学校、神田校舍、小石川校舍迁址。
- 1977年，理工学部设置。
- 1981年，大学院理工学研究科开设。
- 1992年，东京电机大学电机学校废止。
- 1996年，东京电机大学中学校设置。
- 2000年，理工学部情报社会学科、生命工学科设置。
- 2001年，情报环境学部设置。
- 2004年，大学院情报环境学研究科设置。
- 2005年，东京电机大学短期大学休止。
- 2006年，情报环境学部、情报环境学科变更。大学院博士后期课程、先端科学技术研究科变更。
- 2007年，工学部第一部改编、新工学部、未来科学部开设。理工学部学科改编、理工学科设置。
- 2008年，工学部第二部电气工学科、电子工学科改编、电气电子工学科设置。
- 2009年，大学院未来科学研究科设置。

## 校址
- 东京都足立区千住旭町
- 东京都千代田区内神田
- 埼玉县比企郡鸠山町
- 千叶县印西市

## 院系
- 工学部：电气工学科、情报通信工学科、电子工学科、机械工学科、环境物质化学科、机械情报工学科、建筑学科、电气电子工学科
- 未来科学部：情报媒体学科、建筑学科、机器人科学学科
- 理工学部：理工学科-科学系、情报系统设计学系、生命理工学系、创造工学系
- 情报环境学部：情报环境学科
- システムデザイン工学部：情報システム工学科、デザイン工学科
- 先端科学技术研究科：数理学专攻、电气电子系统工学专攻、情报通信媒体工学专攻、机械系统工学专攻、建筑建设环境工学专攻、物质生命理工学专攻、先端技术创成专攻、情报学专攻
- 工学研究科：电气工学专攻、电子工学专攻、物质工学专攻、机械工学专攻、精密系统工学专攻、情报通信工学专攻、情报媒体学专攻、建筑学专攻
- 理工学研究科
- 情报环境学研究科

## 对外关系
东京电机大学和KAIST（韩国·大田广域市）、大邱大学校（韩国·庆尚北道·庆山市）、中原大学（中華民國·桃園市）、昆明理工大学（中国·云南省·昆明市）、上海交通大学（中国·上海市）、上海理工大学（中国·上海市）、西安交通大学（中国·陕西省·西安市）、大连理工大学（中国·辽宁省·大连市）、同济大学（中国·上海市）、新疆教育院（中国·新疆）、北京科技大学（中国·北京市）等建立了合作关系。

## 知名畢業校友
- 圓谷英二 - 电影特殊効果監督，發明家
- 西角友宏 - 遊戲設計師
- 太田順也（ZUN） - 遊戲製作人、遊戲音樂作曲家
- 熊谷达也 - 小说家
- 監督 (插畫家) - 插畫家、原畫師
- 溝口凱吉 - 插畫家